# ناصر پورمهدی
ناصر پورمهدی (زادهٔ ۱۰ مرداد ۱۳۳۸ در اصفهان) بازیکن سابق و مربی کنونی فوتبال اهل ایران است.